# Ернан Гузман
Ернан Гузман Іпуз (ісп. Hernán Guzmán Ipuz; нар. 6 листопада 1993, Нейва, департамент Уїла) — колумбійський борець вільного стилю, срібний та дворазовий бронзовий призер Панамериканських чемпіонатів, триразовий чемпіон та срібний призер Південної Америки, чемпіон Південноамериканських ігор, срібний призер Центральноамериканських і Карибських ігор, срібний та бронзовий призер Боліваріанських ігор.

## Біографія
Боротьбою почав займатися з 2003 року. У 2010 році став бронзовим призером Панамериканського чемпіонату серед юніорів. У 2012 та 2013 перемагав на цих же змаганнях у тій же віковій групі.
Виступає за спортивний клуб «Ультра Уїла» з Нейви. З 2013 року тренується під керівництвом свого брата Марліо Гузмана.

## Спортивні результати на міжнародних змаганнях

### Виступи на Чемпіонатах світу
| Змагання                        | Збірна   | Вагова категорія          | Місце |
| ------------------------------- | -------- | ------------------------- | ----- |
| Чемпіонат світу з боротьби 2011 | Колумбія | вільна боротьба, до 60 кг | 32    |
| Чемпіонат світу з боротьби 2013 | Колумбія | вільна боротьба, до 66 кг | 24    |
| Чемпіонат світу з боротьби 2015 | Колумбія | вільна боротьба, до 65 кг | 14    |

### Виступи на Панамериканських чемпіонатах
| Змагання                                   | Збірна   | Вагова категорія          | Місце  |
| ------------------------------------------ | -------- | ------------------------- | ------ |
| Панамериканський чемпіонат з боротьби 2013 | Колумбія | вільна боротьба, до 66 кг | Бронза |
| Панамериканський чемпіонат з боротьби 2014 | Колумбія | вільна боротьба, до 65 кг | 11     |
| Панамериканський чемпіонат з боротьби 2015 | Колумбія | вільна боротьба, до 65 кг | 10     |
| Панамериканський чемпіонат з боротьби 2016 | Колумбія | вільна боротьба, до 70 кг | Бронза |
| Панамериканський чемпіонат з боротьби 2018 | Колумбія | вільна боротьба, до 70 кг | Срібло |
| Панамериканський чемпіонат з боротьби 2023 | Колумбія | вільна боротьба, до 74 кг | 13     |
| Панамериканський чемпіонат з боротьби 2024 | Колумбія | вільна боротьба, до 74 кг | 9      |

### Виступи на Панамериканських іграх
| Змагання                  | Збірна   | Вагова категорія          | Місце |
| ------------------------- | -------- | ------------------------- | ----- |
| Панамериканські ігри 2015 | Колумбія | вільна боротьба, до 65 кг | 5     |
| Панамериканські ігри 2019 | Колумбія | вільна боротьба, до 74 кг | 7     |

### Виступи на чемпіонатах Південної Америки
| Змагання                                    | Збірна   | Вагова категорія          | Місце  |
| ------------------------------------------- | -------- | ------------------------- | ------ |
| Чемпіонат Південної Америки з боротьби 2012 | Колумбія | вільна боротьба, до 66 кг | Золото |
| Чемпіонат Південної Америки з боротьби 2013 | Колумбія | вільна боротьба, до 66 кг | Золото |
| Чемпіонат Південної Америки з боротьби 2014 | Колумбія | вільна боротьба, до 70 кг | Срібло |
| Чемпіонат Південної Америки з боротьби 2016 | Колумбія | вільна боротьба, до 70 кг | Золото |

### Виступи на Південноамериканських іграх
| Змагання                       | Збірна   | Вагова категорія          | Місце  |
| ------------------------------ | -------- | ------------------------- | ------ |
| Південноамериканські ігри 2014 | Колумбія | вільна боротьба, до 65 кг | Золото |

### Виступи на Центральноамериканських і Карибських іграх
| Змагання                                                | Збірна   | Вагова категорія          | Місце  |
| ------------------------------------------------------- | -------- | ------------------------- | ------ |
| Центральноамериканські і Карибські ігри 2014 (Сан-Хуан) | Колумбія | вільна боротьба, до 65 кг | Срібло |
| Центральноамериканські і Карибські ігри 2023            | Колумбія | вільна боротьба, до 74 кг | 5      |

### Виступи на Боліваріанських іграх
| Змагання                 | Збірна   | Вагова категорія          | Місце  |
| ------------------------ | -------- | ------------------------- | ------ |
| Боліваріанські ігри 2013 | Колумбія | вільна боротьба, до 66 кг | Срібло |
| Боліваріанські ігри 2017 | Колумбія | вільна боротьба, до 65 кг | Бронза |

### Виступи на інших змаганнях
| Змагання                                                               | Збірна   | Вагова категорія          | Місце  |
| ---------------------------------------------------------------------- | -------- | ------------------------- | ------ |
| Олімпійський кваліфікаційний турнір з боротьби 2012 (Кіссіммі-Орландо) | Колумбія | вільна боротьба, до 60 кг | 7      |
| Кубок Гранми з боротьби 2014                                           | Колумбія | вільна боротьба, до 65 кг | Бронза |
| Гран-прі Парижа з боротьби 2016                                        | Колумбія | вільна боротьба, до 65 кг | 10     |
| Олімпійський кваліфікаційний турнір з боротьби 2016 (Фріско)           | Колумбія | вільна боротьба, до 65 кг | 5      |
| Олімпійський кваліфікаційний турнір з боротьби 2024 (Акапулько)        | Колумбія | вільна боротьба, до 74 кг | 9      |

### Виступи на змаганнях молодших вікових груп
| Змагання                                                 | Збірна   | Вагова категорія          | Місце  |
| -------------------------------------------------------- | -------- | ------------------------- | ------ |
| Панамериканський чемпіонат з боротьби серед юніорів 2010 | Колумбія | вільна боротьба, до 60 кг | Бронза |
| Панамериканський чемпіонат з боротьби серед юніорів 2012 | Колумбія | вільна боротьба, до 66 кг | Золото |
| Панамериканський чемпіонат з боротьби серед юніорів 2013 | Колумбія | вільна боротьба, до 66 кг | Золото |